# Josep Corbella i Sunyer
Josep Corbella i Sunyer. Membre destacat de la CNT i alcalde de Manresa. Nascut a Solsona el 1904. Mort a Barcelona l'1 de maig de 1972.

## Biografia
Fou secretari del Comitè Revolucionari Antifeixista de Manresa l'agost de 1936.
Va ser elegit alcalde de Manresa el 19 d'octubre de 1936. Durant el seu mandat, en plena guerra civil, es constituí a Manresa la Junta de Defensa Passiva de la Població Civil que, entre altres coses, va construir refugis antiaeris per a la població.
Va endegar l'emissió de pessetes en bitllets que només podien circular per Manresa.
El maig del 1938 deixà l'alcaldia perquè va ser cridat al front. Mesos després ocupà el càrrec d'inspector general de cultura de les milícies.